# Olympische Winterspiele 1964/Rennrodeln
Bei den IX. Olympischen Winterspielen 1964 in Innsbruck fanden drei Wettbewerbe im Rennrodeln statt. Austragungsort war die Olympia-Bobbahn Igls im Gebiet Heiligwasserwiese im Stadtteil Igls. Rennrodeln stand erstmals auf dem Olympia-Programm.

## Bilanz

### Medaillenspiegel
| Platz  | Land        | Gold | Silber | Bronze | Gesamt |
| ------ | ----------- | ---- | ------ | ------ | ------ |
| 1      | Deutschland | 2    | 2      | 1      | 5      |
| 2      | Österreich  | 1    | 1      | 1      | 3      |
| 3      | Italien     | –    | –      | 1      | 1      |
| Gesamt | Gesamt      | 3    | 3      | 3      | 9      |

### Medaillengewinner
| Disziplin        | Gold                                    | Silber                              | Bronze                                    |
| ---------------- | --------------------------------------- | ----------------------------------- | ----------------------------------------- |
| Einsitzer Männer | Thomas Köhler (EUA)                     | Klaus-Michael Bonsack (EUA)         | Hans Plenk (EUA)                          |
| Einsitzer Frauen | Ortrun Enderlein (EUA)                  | Ilse Geisler (EUA)                  | Helene Thurner (AUT)                      |
| Doppelsitzer     | Josef Feistmantl / Manfred Stengl (AUT) | Reinhold Senn / Helmut Thaler (AUT) | Walter Außendorfer / Siegfried Mair (ITA) |

## Vorschau
Viel für die Internationalisierung dieser Sportart hatten österreichische Funktionäre beigetragen, wobei Bert Isatitsch aus Rottenmann die Aufnahme in das Olympiaprogramm durchgesetzt hatte. Die hervorragenden Leistungen der deutschen Starter waren, nebst ihrer hervorragenden Technik, dem Umstand zu verdanken, dass sie als einzige Teilnehmer des Feldes bis in die Startkurve mit beiden Händen antauchten und hier schon die entscheidenden Zehntelsekunden herausholten. Als Mitfavoriten waren auch die Polen gehandelt worden, doch scheiterte die Mannschaft trotz einer guten Vorbereitung und einem Betreuungsstab, der der Belegschaft eines Autorennstalls ähnelte.
Nachdem es bereits im Februar 1914 auf der Ještěd-Bahn in Liberec erstmals Europameisterschaften im Schlittensport gegeben hatte (danach allerdings ein Unterbruch bis 1928) und seit Oslo 1955 Weltmeisterschaften durchgeführt werden, stand diese Sportart nun erstmals bei Olympia auf dem Programm. Im Vorjahr hatte die Elite so genannte «Pilzschlitten» verwendet, bei dem die Kufen durch eine Exzenterverstellung für harte Kunsteisbahnen oder weiche Naturpisten eingerichtet werden konnten, doch erwartete man in Innsbruck schon wieder neue Konstruktionen.
Noch waren das Anheizen der Kufen oder ähnliche Methoden (die Österreicher trugen heißes Öl auf) erlaubt, jedoch wurde angekündigt, dass nun die Gremien dies verbieten werden.

## Ergebnisse
(Laufzeiten in Sekunden, Gesamtzeiten in Minuten)

### Einsitzer Männer
| Platz | Land | Sportler                | 1. Lauf | 2. Lauf | 3. Lauf | 4. Lauf | Gesamt  |
| ----- | ---- | ----------------------- | ------- | ------- | ------- | ------- | ------- |
| 1     | EUA  | Thomas Köhler           | 51,27   | 51,53   | 51,50   | 52,47   | 3:26,77 |
| 2     | EUA  | Klaus-Michael Bonsack   | 51,61   | 51,33   | 51,68   | 52,42   | 3:27,04 |
| 3     | EUA  | Hans Plenk              | 52,12   | 52,25   | 52,31   | 53,47   | 3:30,15 |
| 4     | NOR  | Rolf Greger Strøm       | 52,60   | 52,81   | 52,62   | 53,18   | 3:31,21 |
| 5     | AUT  | Josef Feistmantl        | 52,14   | 52,58   | 53,51   | 53,11   | 3:31,34 |
| 6     | POL  | Mieczysław Pawełkiewicz | 54,00   | 52,70   | 52,66   | 53,66   | 3:33,02 |
| 7     | ITA  | Carlo Prinoth           | 53,01   | 53,36   | 53,70   | 53,42   | 3:33,49 |
| 8     | AUT  | Franz Tiefenbacher      | 53,31   | 53,04   | 54,00   | 53.51   | 3:33,86 |
| 9     | AUT  | Manfred Schmid          | 53,27   | 52,86   | 53,82   | 54,09   | 3:34,04 |
| 10    | TCH  | Jan Hamřík              | 53,57   | 53,24   | 53,65   | 53,91   | 3:34,37 |
|       |      |                         |         |         |         |         |         |
| 16    | ITA  | Walter Außendorfer      | 55,47   | 55,02   | 54,85   | 54,83   | 3:40,17 |
| 18    | SUI  | Emil Egli               | 55,01   | 56,24   | 54,80   | 55,51   | 3:41,56 |
| 20    | SUI  | Arnold Gartmann         | 55,17   | 55,27   | 55,74   | 55,97   | 3:42,15 |
| 21    | AUT  | Reinhold Senn           | 52,32   | 63,85   | 53,43   | 53,37   | 3:42,97 |
| 23    | ITA  | Giovanni Graber         | 56,44   | 61,66   | 54,80   | 55,50   | 3:48,40 |
| 26    | SUI  | Ulrich Jucker           | 63,81   | 55,92   | 57,41   | 58,10   | 3:55,24 |
| 27    | LIE  | Hans Negele             | 59,65   | 64,56   | 60,65   | 61,43   | 4:06,29 |
| 30    | LIE  | Magnus Schädler         | 63,16   | 63,26   | 65,75   | 64,94   | 4:17,11 |
| 31    | SUI  | Jean-Pierre Gottschall  | 63,05   | 64,82   | 61,85   | 82,36   | 4:32,08 |

1. Lauf: 30. Januar 1964; 2. Lauf: 31. Januar 1964;
3. und 4. Lauf: 4. Februar 1964

Bahnlänge 1064 m
48 Teilnehmer, davon 31 in der Wertung. Ausgeschieden u. a. Fritz Nachmann (EUA)
Nach dem ersten Lauf bei Flutlicht, dem 6.000 Besucher beiwohnten, war die deutsche Dreifachführung bereits gegeben. Fritz Nachmann kam vor der Olympiakurve ins Schleudern und fiel von der Rodel, die ohne ihn im Ziel ankam. Ähnlich erging es Roland Urban (TCH), während Lucjan Kudzia (POL) an selber Stelle die Führung über seine Rodel verlor und gegen die Leitschiene prallte, sich aber auf seinem Gefährt halten konnte und als Neunter gestoppt wurde. Die Österreicher hielten sich an die Weisung, schnell, aber mit Vorsicht zu fahren, um durchzukommen. Auch der zweite Lauf wurde abends bei Flutlicht ausgetragen.
Pech hatten Josef Feistmantl und der Pole Lucjan Kudzia. Bei beiden hatte im dritten Lauf die Zeitnehmung nicht funktioniert, sie mussten nochmals starten. Am 4. Februar, als es mit den Rodelbewerben weiterging, war vorerst nur sicher, dass der dritte Lauf stattfinden würde; kein Läufer wusste, ob dieser Lauf der entscheidende sein würde. Da aber die Bahn auch nach diesem Lauf einwandfrei war, beschloss die Jury der FIL, den vierten Lauf anzuschließen. In diesem fuhr Plenk auf Nummer Sicher, während sich Köhler und Bonsack einen Kampf auf Biegen und Brechen lieferten. Bonsack fuhr zwar Bestzeit, doch war der Vorsprung von 0,05 s zu wenig, um noch zu Gold zu kommen.

### Einsitzer Frauen
| Platz | Land | Sportlerin         | 1. Lauf | 2. Lauf | 3. Lauf | 4. Lauf | Gesamt  |
| ----- | ---- | ------------------ | ------- | ------- | ------- | ------- | ------- |
| 1     | EUA  | Ortrun Enderlein   | 51,13   | 51,12   | 50,87   | 51,55   | 3:24,67 |
| 2     | EUA  | Ilse Geisler       | 51,28   | 51,48   | 51,20   | 53,46   | 3:27,42 |
| 3     | AUT  | Helene Thurner     | 52,08   | 52,08   | 52,42   | 52,48   | 3:29,06 |
| 4     | POL  | Irena Pawełczyk    | 52,81   | 52,42   | 52,47   | 52,82   | 3:30,52 |
| 5     | POL  | Barbara Gorgón     | 54,24   | 53,01   | 52,46   | 53,02   | 3:32,73 |
| 6     | TCH  | Oldřiška Tylová    | 51,37   | 57,94   | 51,65   | 51,80   | 3:32,76 |
| 7     | AUT  | Friederike Matejka | 53,61   | 52,98   | 53,94   | 54,15   | 3:34,68 |
| 8     | POL  | Helena Macher      | 53,15   | 54,50   | 54,55   | 53,67   | 3:35,87 |
| 9     | TCH  | Hana Nesvadbová    | 53,56   | 53,45   | 54,67   | 54,42   | 3:36,10 |
| 10    | EUA  | Minna Blüml        | 56,87   | 53,80   | 52,33   | 53,32   | 3:36,32 |
| 11    | SUI  | Ursula Amstein     | 54,25   | 56,58   | 55,90   | 56,08   | 3:42,81 |
| 12    | SUI  | Elisabeth Nagele   | 55,28   | 55,10   | 57,61   | 55,30   | 3:43,29 |
| 13    | ITA  | Erica Prugger      | 55,24   | 87,28   | 54,98   | 55,69   | 4:13,19 |

1. Lauf: 30. Januar 1964; 2. Lauf: 31. Januar 1964;
3. und 4. Lauf: 1. Februar

Bahnlänge 881 m
17 Teilnehmerinnen, davon 13 in der Wertung. Ausgeschieden u. a.: Erika Außendorfer (ITA), Monika Luecker (SUI) und Antonia Lanthaler (AUT).
Nach dem am Abend des 30. Januar gefahrenen ersten Lauf führte Enderlein vor Geisler, Tylová und Thurner. Im zweiten Lauf konnte sich Thurner auf Rang 3 verbessern, während Lanthaler in der «Mausefalle» zu Sturz kam, wobei sie in die Bahn zurückgeworfen wurde und hinunterrutschte. Ihre Rodel flog hinaus und traf eine Zuschauerin, die bewusstlos liegenblieb und in die Innsbrucker Universitätsklinik gebracht werden musste. Am Abschlusstag gingen die beiden deutschen Läuferinnen schnell und riskant in die Bahn, ihre Überlegenheit war eklatant.

### Doppelsitzer
| Platz | Land | Sportler                                 | 1. Lauf | 2. Lauf | Gesamt  |
| ----- | ---- | ---------------------------------------- | ------- | ------- | ------- |
| 1     | AUT  | Josef Feistmantl, Manfred Stengl         | 50,57   | 51,05   | 1:41,62 |
| 2     | AUT  | Reinhold Senn, Helmut Thaler             | 51,02   | 50,89   | 1:41,91 |
| 3     | ITA  | Walter Außendorfer, Siegfried Mair       | 51,40   | 51,47   | 1:42,87 |
| 4     | EUA  | Walter Eggert, Helmut Vollprecht         | 51,27   | 51,81   | 1:43,08 |
| 5     | POL  | Lucjan Kudzia, Ryszard Pędrak            | 51,95   | 51,82   | 1:43,77 |
| 5     | ITA  | Giampaoli Ambrosi, Giovanni Graber       | 51,54   | 52,23   | 1:43,77 |
| 7     | POL  | Edward Fender, Mieczysław Pawełkiewicz   | 52,60   | 52,53   | 1:45,13 |
| 8     | TCH  | Jan Hamřík, Jiři Hujer                   | 52,75   | 52,66   | 1:45,41 |
| 9     | SUI  | Beat Häsler, Arnold Gartmann             | 53,78   | 53,31   | 1:47,09 |
| 10    | NOR  | Christian Hallén-Paulsen, Jan-Axel Strøm | 52,52   | 55,30   | 1:47,82 |
| 11    | SUI  | Emil Egli, Hansruedi Roth                | 54,88   | 55,20   | 1:50,08 |
| 12    | TCH  | Horst Urban, Roland Urban                | 52,21   | 79,49   | 2:11,70 |
| 13    | USA  | Ray Fales, Nicholas Mastromatteo         | 60,75   | 71,18   | 2:11,93 |

1. und 2. Lauf: 5. Februar 1964
15 Teams, davon 13 klassiert. Ausgeschieden u. a.: Thomas Köhler / Klaus-Michael Bonsack (EUA).
Da vor dem Renntag hatte kein Trainingslauf durchgeführt werden konnte, fand dieser um 07:30 Uhr statt. Trotz des frühen Rennbeginns waren rund 2.000 Zuschauer anwesend. Senn/Thaler fuhren im ersten Lauf Bahnrekord. Vor allem in der letzten Kurve, dem «Wassertrog», holten sie wertvolle Zeit heraus. Hingegen wurde sie ihren größten Konkurrenten Köhler/Bonsack zum Verhängnis: Die Deutschen fuhren sie zu kurz an und stürzten. Sie kamen zwar auf 53,13 s, doch Bonsack hatte sich am Arm verletzt, sodass das Duo zur Aufgabe gezwungen war. Als drittletzte Starter übertrafen Feistmantl/Stengl noch ihre Teamkollegen, an dritter Stelle lagen Eggert/Vollprecht. Die Startreihenfolge im zweiten Lauf war auf den Kopf gestellt. So waren nun Feistmantl/Stengl als erste der Medaillenanwärter an der Reihe, die nicht ganz an ihre vorherige Marke heran kamen. Außendorfer/Mair überholten noch das deutsche Paar. Senn/Thaler fuhren die weitaus beste Zeit, doch reichte es nicht ganz. Die Siegerehrung nahm IOC-Präsident Avery Brundage vor.